# Crossodactylus dispar
Espèce
Synonymes
- Crossodactylus fuscigula Lutz, 1930

Statut de conservation UICN

 DD  : Données insuffisantes
Crossodactylus dispar est une espèce d'amphibiens de la famille des Hylodidae.

## Répartition
Cette espèce est endémique du Brésil. Elle se rencontre dans l'État de São Paulo et dans l'État de Rio de Janeiro.

## Publications originales
- Lutz, 1925 : Batraciens du Brésil. Comptes Rendus Hebdomadaires des Séances et Mémoires de la Société de Biologie et de ses Filiales, Paris, vol. 93, p. 137-139.
- Lutz, 1930 : Observações sobre batrachios brasileiros: Taxonomia e biologia das Elosiinae/Contribution to the Knowledge of Brazilian batrachians. Memórias do Instituto Oswaldo Cruz, vol. 24, p. 195-249 (texte intégral).